# مؤتمر البحرين للسلام الاقتصادي
مؤتمر البحرين للسلام الاقتصادي ويُعرف رسميًا باسمِ ورشة عمل السلام من أجل الازدهار هو مؤتمر يُعقد في العاصمة البحرينية المنامة يومي 25 و26 يونيو 2019 بدعوةٍ من مملكة البحرين والولايات المتحدة الأمريكية بهدفِ التشجيع على الاستثمار في الأراضي الفلسطينية. اعُتبر المؤتمر من الجانب الفلسطيني ومن جانب بعض الدول الأخرى جزءًا مما يُعرف بصفقة القرن.

## خلفية
في أيّار/مايو 2019، أصدرت البحرين والولايات المتحدة الأمريكية بياناً مشتركاً عبّرتا فيه عن تطلعهما لورشة العمل المُفترِض عقدها في البحرين، وأكدتا على عمق الشراكة التي تجمعهما وسعيهما المشترك لإنعاش اقتصاد المنطقة، ومنح فرصة لشعوب المنطقة من ضمنهم الفلسطينيين لعيش حياة أفضل. وجاءَ في البيان: «ستستضيف مملكة البحرين بالشراكة مع الولايات المتحدة الأمريكية ورشة العمل الاقتصادية «السلام من أجل الازدهار» في المنامة في 25 و26 يونيو 2019 ... وستشكل ورشة العمل هذه فرصة جوهرية للقاء الحكومات والمجتمع المدني والقادة الاقتصاديين بهدف تشارك الأفكار ومناقشة الإستراتيجيات، وتوفير الدعم للاستثمارات الاقتصادية المحتملة والمبادرات التي يمكن التوصل لها باتفاقية سلام.»

## المشاركات
تشارك في المؤتمر كل من السعودية والإمارات وقطر ومصر والبحرين والأردن والمغرب، والولايات المتحدة والاتحاد الأوربي إضافة إلى مؤسسات مالية دولية، ومنها صندوق النقد الدولي والبنك الدولي، وكذلك كبار الشركات ورجال الأعمال بالمنطقة والعالم.

## ردود الفعل

### شعبيًا
اندلعت عددٌ من الاحتجاجات في بعضِ الدول العربيّة تعبيرًا عن رفضِ «مؤتمر البحريني التطبيعي» الذي اعتُبر من قِبل الكثير الجزء الاقتصادي لِما يُعرف بصفقة القرن. بدأت الاحتجاجات في الأردن يوم الجمعة الموافق لـ 21 يونيو/حزيران حينما تجمّعَ آلاف الأردنيون وسطَ العاصمة عمان لمطالبةِ حكومة بلادهم بعدم المشاركة في ورشة البحرين كمَا أعلنوا عن دعمهم للوصاية الهاشمية على المقدسات الإسلامية والمسيحية. بعدَ ذلك بيومينِ؛ اندلعت مظاهرات أخرى كبيرة في العاصِمة المغربية الرباط حيثُ تجمّع آلاف المتظاهرين للتنديد بمؤتمر البحرين مُعلنين رفضهم لأي شكلٍ من أشكال المشاركة المغربية فيه. رفعَ المتظاهرون أيضًا لافتات كُتب عليها «الشعب المغربي يُندّد بصفقة الخيانة وورشة المنامة»، و«إسقاط مؤتمر العار»، كما طالبوا بإقرار قانونٍ يُجرّم التطبيع مع إسرائيل فضلًا عن حرقهم لعددٍ من الأعلام الإسرائيليّة.
على المُستوى الفلسطيني خرجت مظاهرات عدّة في الضفة الغربية وكذا في قطاع غزة للتنديدِ بورشة المنامة حيثُ أعلنوا عن إطلاقِ حَملةٍ حمَلت اسم «الحملة الشعبية لإسقاط مؤتمر البحرين» دعوا خلالها لإعلان الإضراب الشامل. قبل يومٍ واحد من عقد المؤتمر؛ تجدّدت الاحتجاجات في كل من رام الله وغزة وشاركَ فيه الآلاف حيثُ رفعوا الأعلام الفلسطينية ولافتات مكتوبة عليها «لا لورشة البحرين المشؤومة»، و«سُنفشِل صفقة القرن وأعوانها» وكذّا «مؤتمر البحرين مؤامرة لسلب حقوقنا».

### عربيَا
- فلسطين: أعلنَ الجانب الفلسطيني رفضه القاطِع للمؤتمر، مُعتبراً «أنّ السلام الاقتصادي رؤية إسرائيلية لن تجلب الأمن ولا تشكل حلًا سياسيًا يُنهي الاحتلال.» وجاءَ الرفض من قِبل السلطة الفلسطينية وكبار رجال الأعمال الفلسطينيين على حدٍ سواء فيمَا قال رئيس الحكومة الفلسطينية محمد اشتيه «إن حلّ الصراع في فلسطين بجب أن يكون سياسيًا وقائمًا على إنهاء الاحتلال وإقامة دولة فلسطين المستقلة ذات السيادة والقابلة للحياة على حدود الرابع من يونيو عام 1967 وعاصمتها القدس.» وَأضاف اشتيه في اجتماع مجلس الوزراء الأسبوعي بمدينة رام الله «أن القيادة الفلسطينية لم تُستَشر حول الورشة لا من ناحية المُدخلات ولا المخرجات ولا التوصيات ولا حتى الشكل والمضمون ... وأن الأزمة المالية التي يعيشها الفلسطينيون نِتاج الحرب المالية التي تُشن عليهم بهدف الابتزاز السياسي» مؤكدًا أنهم لن يرضخوا لهذا الابتزاز ولن يقبلوا مُقايضة مواقفهم الوطنيّة بالمال.
- البحرين: أكّد وزير خارجية البحرين خالد بن أحمد آل خليفة على موقف بلاده الداعم للقضية الفلسطينية موضحًا أن استضافة المنامة «للمؤتمر الاقتصادي للاستثمار في الأراضي الفلسطينية» ليسَ له أي أهداف سوى تعزيز موارد الشعب الفلسطيني. وكتبّ الوزير البحريني عبر تويتر في وقتٍ لاحقٍ: «موقف مملكة البحرين الرسمي والشعبي كان ولا يزال يناصر الشعب الفلسطيني الشقيق في استعادة حقوقه المشروعة في أرضه ودولته المستقلة وعاصمتها القدس الشرقية، إضافة إلى دعم اقتصاد الشعب الفلسطيني في كل موجب دولي وثنائي.»
- قطر: أصدرت وزارة الخارجية القطرية بيانًا في وقت مبكر تؤكّد فيهِ أنها ضد المؤتمر ورفض حضور الدوحة له، إلا أن صحيفة هآرتس الإسرائيلية، كشفت أن قطر كانت ثالث دولة تؤكد حضورها الورشة الاقتصادية الدولية. وبالفعل حضرت ممثلة بوزير ماليتها ومدير إدارة السياسات والبحوث بوزارة الاقتصاد والتجارة.
- الإمارات العربية المتحدة: رحّبت الإمارات العربية المتحدة بالإعلان عن ورشة العمل الاقتصادية السلام التي ستستضيفها مملكة البحرين بالشراكة مع الولايات المتحدة الأمريكية. وقالت وزارة الخارجية والتعاون الدولي في بيانٍ لها «إن الإمارات تقف مع كافة الجهود الدولية الرامية إلى ازدهار المنطقة وتعزيز فرص النمو الاقتصادي، والتخفيف من الظروف الصعبة التي يعيشها الكثير من أبناء المنطقة خاصة أبناء الشعب الفلسطيني الشقيق.[9]»
- السعودية: أكّد وزير الاقتصاد والتخطيط السعودي محمد التويجري مشاركة الرياض في المؤتمر حسب بيان نشرتهُ وكالة الأنباء السعودية.[10]
- الكويت: طالبَ نوابٌ في مجلس الأمة الكويتي حكومة بلادهم بإعلان موقفٍ حازمٍ وحاسمٍ بمقاطعة أعمال مؤتمر البحرين فيمَا قال رئيس مجلس الأمّة مرزوق الغانم «إنّ نواب المجلس يرفضون كل ما تُسفر عنه أعمال الاجتماع من نتائج من شأنها أن تساهم في تضييع الحقوق العربية والإسلامية التاريخية في فلسطين المحتلة.[11]»
- لبنان: قالَ وزير الخارجية اللبناني جبران باسيل «إن بلاده لن تشارك في مؤتمر البحرين لغياب الفلسطينيين عنه.[12]» ووضّح قائلًا: «نفضّل أن تكون لدينا فكرة واضحة عن الخطة المطروحة للسلام، حيث إننا لم نُستشر بشأنها، ولم نبلغ بها.[13]»
- العراق: أعلنَ العراق عدم مشاركته في الورشة الاقتصادية وقال المتحدث باسمِ الخارجية العراقية أحمد الصحاف في تصريحٍ خصّ بهِ وكالة الأناضول: «لسنا معنيين بهذا المؤتمر ولن نشارك فيه.[14]»
- مصر: قبل يومٍ واحدٍ من بداية المؤتمر؛ لم تُعلن مصر عن موقفها لكنّ وكالة رويترز قالت إنّ وفدًا مصريًا برئاسة نائب وزير المالية أحمد كوجك سيتوجه إلى المنامة للمشاركة في مؤتمر البحرين.[15]
- المغرب: أكد مسؤولٌ في البيت الأبيض أنّ المغرب أبلغت واشنطن أنها تُخطّط لحضور مؤتمر البحرين لرعاية الاستثمار في المناطق الفلسطينية[16] وبحلول 12 يونيو/حزيران نفى رئيس الحكومة المغربية سعد الدين العثماني علمهُ بمشاركة بلاده في مؤتمر «ورشة الازدهار من أجل السلام» ونفس الأمر فعلهُ وزير الخارجيّة ناصر بوريطة عندما نفى علمهُ بتفاصيل الخطة الأمريكية لتسوية الصراع الإسرائيلي الفلسطيني في مؤتمر صحفي مشتركٍ معَ نظيره الفرنسي جان إيف لودريان بالرباط لكنّه أكّد في الوقتِ ذاته على أن بلاده ستُعلن موقفها تجاه تلك الخطة عندما تطلع على تفاصيلها.[17] قبلَ سويعات قليلة من موعدِ انطلاق المؤتمر أعلنَت وزارة الخارجيّة المغربية عن مُشاركة المغرب في اجتماع المنامة وبرّرت حضورها بالقولِ: «إنّ هذه المشاركة تأتي انطلاقًا من الموقف الثابت والدائم للمملكة المغربية من أجل حل دولتين، تتعايشان جنبا إلى جنب في سلام واستقرار، يضمن إقامة دولة فلسطينية مستقلة ذات سيادة وقابلة للحياة.[18]»
- تونس: أكّد مسؤول فضّل عدم الكشفِ عن هويِّته بوزارة الشؤون الخارجية التونسية «أنّ قرار بلاده المبدئي يقضي بعدم المشاركة في مؤتمر البحرين الاقتصادي» وأضافَ المسؤول: «تونس لها ثوابتها التي من أهمها أنها لا تقبل إلا بالحلول والتوجهات التي تقبلها القيادة الشرعية للشعب الفلسطيني وبما أن السلطة الفلسطينية أعلنت مبدئيًّا مقاطعتها لمؤتمر البحرين ودعت الدول العربية إلى مقاطعته فإن تونس لن تشارك في فعاليات مؤتمر المنامة الاقتصادي.[19]»

### دوليًا
- الصين و روسيا: في 27 مايو أعلنت الصين وروسيا عدم حضورهما مؤتمر البحرين للسلام الاقتصادي.[20] وقال سفير الصين لدى فلسطين أثناء لقاءٍ عقدهُ في نفسِ اليوم مع مستشار الرئيس الفلسطيني للعلاقات الدولية ورئيس دائرة شؤون المغتربين نبيل شعث: «إن مقاطعة مؤتمر المنامة تأتي ضمن اتفاق روسي صيني ثنائي بعدم المشاركة فيه.» وأكد السفير الصيني على موقف بلاده الداعم للشعب الفلسطيني وقضيته وحقه في تقرير المصير والاستقلال وإقامة دولته المستقلة على حدود 1967 وعاصمتها القدس الشرقية. في المُقابل لم تعلن روسيا رسميًا موقفها من هذا المؤتمر إلا أن مندوبها الدائم لدى الأمم المتحدة فاسلي نيبينزيا أكّد خلال جلسة لمجلس الأمن الدولي حول قضية الشرق الأوسط يوم 22 مايو دعمَ بلاده لتسوية الصراع وفقا للقرارات الدولية وصيغة حل الدولتين ومعارضتها لما تُصرّ عليه الولايات المتحدة مُعتبرًا أنّ مقترحاتها لا تحل المشكلة.